# Entomacrodus chapmani
Entomacrodus chapmani és una espècie de peix de la família dels blènnids i de l'ordre dels perciformes.

## Morfologia
- Els mascles poden assolir 3,9 cm de longitud total.[3]

## Reproducció
És ovípar.

## Hàbitat
És un peix marí de clima subtropical.

## Distribució geogràfica
Es troba a l'Illa de Pasqua.